# 2022年貝內貝拉克槍擊
2022年3月29日，以色列貝內貝拉克发生了一系列驾车枪击事件，造成5人丧生。 

## 活动
袭击于当地时间晚上8:00左右开始，当时兇手哈马尔谢开始向公寓阳台开火。枪手随后转而瞄准HaShnaim街上的路人，並在一家杂货店杀死了两名行人和一名汽车司机。   哈马尔谢又试图向另一名居民开枪，但此時枪卡住了。 
然后兇手离开並前往赫茨尔街，在那里一名父親為保護自己的孩子而被兇手开枪打死。  哈马尔谢与趕來的两名警察进行枪战，最终哈马尔谢被擊斃。一名警官被送往拉宾医疗中心後不治身亡。  
而在此前一周，以色列剛剛發生了2022年贝尔谢巴袭击以及2022年哈代拉槍擊。 

## 肇事者
肇事者被警方认定为是一位来自约旦河西岸的巴勒斯坦人。   以色列时报报道称，兇手行兇時26岁，名叫哈马尔谢。 据耶路撒冷邮报報道，兇手與法塔赫有關，2015年因支持恐怖主义以及涉嫌武器贩运而入狱。 

## 後續
以色列总理纳夫塔利·贝内特发表声明谴责这次袭击，并在随后宣布加强國內的安全措施。
哈马斯和巴勒斯坦伊斯兰圣战运动都發表聲明表示支持此次襲擊。 
英国以及欧盟驻以色列大使谴责此次襲擊。 
巴勒斯坦民族权力机构主席马哈茂德·阿巴斯在一份官方声明中表示，“杀害巴勒斯坦和以色列平民只会导致局势恶化”。 法国总统埃马纽埃尔·马克龙也谴责了这次袭击，并表示他“与受害者及其亲人同在”。 
在黎巴嫩贝鲁特，真主党的支持者在街头庆祝，并且還上街分发糖果。 